# Буров, Александр Васильевич
Александр Васильевич Буров (род. 2 августа 1958, Ленинград) — советский и российский кинооператор.

## Биография
Александр Буров окончил операторский факультет ВГИКа в 1981 году. С 1985 года работал на Ленинградской студии документальных фильмов. С 1989 года — оператор-постановщик киностудии «Ленфильм». Много лет сотрудничал с Александром Сокуровым, Евгением Юфитом. В 2000 году Александр Буров номинирован на Европейскую кинопремию за лучшую операторскую работу — фильм «Свадьба» Павла Лунгина. Работает как в документальном, так и в игровом кино.
Преподает в  Санкт-Петербургской Школе Нового Кино.

## Избранная фильмография
- 1982 Союзники (А. Сокуров, неигровой)
- 1984 Салют (А. Сокуров, неигровой)
- 1985 Мария (А. Сокуров, неигровой)
- 1985 Терпение труд (А. Сокуров, неигровой)
- 1985 Элегия (А. Сокуров, неигровой)
- 1986 Московская элегия (А. Сокуров, неигровой)
- 1989 Петербургская элегия (А. Сокуров, неигровой)
- 1989 Рыцари поднебесья (Е. Юфит)
- 1989 Советская элегия (А. Сокуров, неигровой)
- 1990 К событиям в Закавказье (А. Сокуров, неигровой)
- 1990 Круг второй (А. Сокуров)
- 1990 Простая элегия (А. Сокуров, неигровой)
- 1991 Папа, умер дед Мороз (Е. Юфит)
- 1991 Пример интонации (А. Сокуров, неигровой)
- 1992 Камень (А. Сокуров)
- 1992 Элегия из России… Этюды для сна (А. Сокуров, неигровой)
- 1993 Тихие страницы (А. Сокуров, премия Стокгольмского МКФ за лучшую операторскую работу)
- 1994 Духовные голоса (А. Сокуров, неигровой, в соавторстве с А. Федоровым)
- 1995 Солдатский сон (А. Сокуров, неигровой)
- 1998 Серебряные головы (Е. Юфит)
- 1999 Свадьба (П. Лунгин, номинация на Европейскую кинопремию за лучшую операторскую работу)
- 2000 Гражданин начальник (Н. Досталь, телевизионный)
- 2002 Дзига и его братья (Е. Цымбал, документальный)
- 2003 Отец и сын (А. Сокуров)
- 2004 Удаленный доступ (С. Проскурина, с участием С. Юриздицкого)
- 2005 Итальянец (реж. А. Кравчук, фильм выдвинут от Российской Федерации на соискание приза Американской Киноакадемии «Оскар»)
- 2006 Александра (А. Сокуров)
- 2008 Мой класс (Екатерина Еременко, документальный; в соавторстве с Павлом Костомаровым)
- 2009 Дневник Белого Города (G. Grotenfeld, Finland)
- 2010 Герман (G. Grotenfeld, Finland)
- 2011 Дома в деревне (K. Luostarinen, Finland)
- 2012 Потаённая жизнь города (J. Webster, Finland)
- 2013 Тайная жизнь мусора (Jhon Webster, Finland)
- 2013 По ту сторону Греха (балет Бориса Эйфмана)
- 2014 The narrow frame of midnight (T. Hadid, Marocco, France, GB)
- 2015 Кому это нужно (В. Непевный по пьесе Л.Петрушевской)
- 2019 Золотая дюна (С.Лебедев)
- 2022 Щелкунчик,пианино и венок из одуванчиков (Ирина Евтеева)
- 2023 Отель Онегин (в завершении. Ирина Евтеева)